# Sporting Atlético
Maillots
Le Sporting Atlético est l'équipe de football réserve du Real Sporting de Gijón, créée en 1960. Connue auparavant sous les noms de Club Deportivo Gijón, Sporting de Gijón Atlético CF ou Real Sporting de Gijón B l'équipe évolue à l'Escuela de fútbol de Mareo, une enceinte de 3 000 places.

## Histoire
| \| Gijón \| Emplacement de Gijón, en Espagne. |
| Gijón                                         |

En 1960, le Real Sporting de Gijón décide de créer son équipe filiale, le Club Deportivo Gijón. En effet, jusque-là, le Sporting avait des accords avec des équipes locales, mais elles étaient indépendantes du club. En 1974, le club décroche la montée en Tercera División ce qui est l'équivalent du troisième niveau espagnol. 
Depuis cette date, le club alterne entre la Segunda División B et la Tercera División, qui sont actuellement les troisième et quatrième niveau du football espagnol. En 1983, l'équipe gagne la coupe de la Ligue de sa division. En 1992, 1996 et 1997 le Sporting dispute les barrages d’accession en Segunda División mais échoue à chaque fois.

## Palmarès
- Coupe de la Ligue d'Espagne de Segunda División B - Groupe I : 1983

## Saison par saison
| Saison    | Division             | Place | Copa del Rey |
| --------- | -------------------- | ----- | ------------ |
| 1960-1974 | Divisions régionales | -     | -            |
| 1974-1975 | Tercera División     | 11e   | 2e tour      |
| 1975-1976 | Tercera División     | 8e    | 3e tour      |
| 1976-1977 | Tercera División     | 15e   | 1er tour     |
| 1977-1978 | Tercera División     | 2e    | 1er tour     |
| 1978-1979 | Tercera División     | 1er   | 1er tour     |
| 1979-1980 | Segunda División B   | 17e   | 1er tour     |
| 1980-1981 | Tercera División     | 1er   | -            |
| 1981-1982 | Segunda División B   | 12e   | 1er tour     |
| 1982-1983 | Segunda División B   | 16e   | -            |
| 1983-1984 | Segunda División B   | 13e   | -            |
| 1984-1985 | Segunda División B   | 10e   | -            |
| 1985-1986 | Segunda División B   | 16e   | 1er tour     |
| 1986-1987 | Tercera División     | 4e    | -            |
| 1987-1988 | Tercera División     | 2e    | 1er tour     |
| 1988-1989 | Tercera División     | 1er   | -            |
| 1989-1990 | Segunda División B   | 11e   | -            |

| Saison    | Division           | Place |
| --------- | ------------------ | ----- |
| 1990-1991 | Segunda División B | 12e   |
| 1991-1992 | Segunda División B | 3e    |
| 1992-1993 | Segunda División B | 14e   |
| 1993-1994 | Segunda División B | 12e   |
| 1994-1995 | Segunda División B | 5e    |
| 1995-1996 | Segunda División B | 1er   |
| 1996-1997 | Segunda División B | 1er   |
| 1997-1998 | Segunda División B | 8e    |
| 1998-1999 | Segunda División B | 7e    |
| 1999-2000 | Segunda División B | 12e   |
| 2000-2001 | Segunda División B | 5e    |
| 2001-2002 | Segunda División B | 17e   |
| 2002-2003 | Tercera División   | 3e    |
| 2003-2004 | Tercera División   | 3e    |
| 2004-2005 | Tercera División   | 5e    |
| 2005-2006 | Tercera División   | 7e    |
| 2006-2007 | Tercera División   | 4e    |
| 2007-2008 | Tercera División   | 2e    |
| 2008-2009 | Segunda División B | 16e   |
| 2009-2010 | Segunda División B | 12e   |
| 2010-2011 | Segunda División B | 19e   |
| 2011-2012 | Segunda División B | 10e   |
| 2012-2013 | Segunda División B | 13e   |
| 2013-2014 | Segunda División B | 9e    |
| 2014-2015 | Segunda División B | 11e   |
| 2015-2016 | Segunda División B | 17e   |
| 2016-2017 | Tercera División   | 1er   |
| 2017-2018 | Segunda División B | 2e    |
| 2018-2019 | Segunda División B |       |

- 32 saisons en Tercera División[3] puis Segunda División B (D3)
- 13 saisons en Tercera División (D4)
- 14 saisons en Divisions régionales